# دالیاس
دالیاس (به اسپانیایی: Dalías) دهستانی در استان آلمریای اسپانیا است.
در این دهستان ۳۷۷۳ نفر زندگی می‌کنند. مساحت این دهستان ۱۴۲٫۱۹ کیلومتر مربع است.